# 2010年10月澳门

## 10月31日
- 廉政公署就澳門有線電視和公共天線公司的爭執向電信管理局發出勸籲。新聞局（页面存档备份，存于）
- 政府公佈《澳門總體城市設計研究報告》。華僑報（页面存档备份，存于）
- 亞洲(澳門)國際公開大學舉行畢業典禮。社會文化司司長張裕表示，會按既定程序審議高等院校升格的申請。市民日報[]

## 10月30日
- 一名外勞在路環九澳聖母馬路被鏟車壓死。市民日報[]
- 政府總部前座一連兩天開放參觀。澳門電台（页面存档备份，存于）
- 行政長官崔世安與近百青年午宴。新聞局（页面存档备份，存于）
- 傳媒學者杜耀明和譚志強表示，在基於公眾利益的原則下，記者採用隱蔽式採訪以揭露真相，從而發揮監察功能，這是國際通用的的一種採訪方式。華僑報（页面存档备份，存于）

## 10月29日
- 義大利總統喬治·納波利塔諾到訪澳門，參觀紀念利瑪竇文物展覽。華僑報（页面存档备份，存于）
- 行政會完成討論財政儲備制度，建議分為基本儲備和超額儲備兩部份。正報
- 社會文化司司長張裕為社工局局長葉炳權舉行嘉許禮。市民日報[]

## 10月28日
- 經濟財政司司長譚伯源表示將在明年作最低工資框架性立法，並於部分行業實施。華僑報（页面存档备份，存于）
- 法律改革委員會表示，《民事訴訟法典》、《刑事訴訟法典》的修訂將於明年進行諮詢。市民日報[]

## 10月27日
- 本地居民七月至九月失業率3.5%，比上期上升0.1%。新聞局（页面存档备份，存于）
- 有團體到政府總部遞信。兩個團體要求行政長官繼續實施現金分享計劃，加快將澳門幣與人民幣掛勾，另一團體則指責《澳門日報》勾結政府獲賤價批地。正報
- 就關閘地下巴士站有鼠患，交通事務局表示關注，並責成管理公司加強清潔。新聞局（页面存档备份，存于）

## 10月26日
- 透明國際公佈年度全球清廉指數，澳門排名下跌三級至第46位。透明國際（页面存档备份，存于）
- 環保局局長張紹基透露，已完成修訂「規範若干環境噪音之預防及控制」法令，將禁止使用舊式打樁機，但給予一年過渡期。正報
- 政府完成醫療補貼計劃的初步評估，使用率達九成，其中近一半用於中醫。華僑報（页面存档备份，存于）
- 歐文龍貪污案的相關案件續審。廉政公署證人指，商人林偉利用主教山地段，向歐文龍行賄，從而取得土地和工程批給。市民日報[]

## 10月25日
- 第四十七屆亞太區民航局局長會議會議於澳門揭幕。新聞局（页面存档备份，存于）
- 政府宣佈階梯及分類水價由2011年1月1日實施。華僑報（页面存档备份，存于）
- 體發局前局長蕭威利被控濫權一案，初級法院判處罪名不成立，但指其在事件上輕率和不負責任。澳門日報
- 社會協調常設委員會舉行全體會議。勞資及政府三方均傾向在新社保制度明年1月1日起實施的首年內，不調升供款金額及供款比例維持不變。市民日報[]
- 政府呈交新《因公法援》法案文本予立法會常設委員會，當中完全刪除「官告民」條款。司警和獄警亦被剔除出保障範圍。正報
- 行政長官批示，調高受航空役權限制的氹仔建築物高度由至超過八十七米，但工程必須獲得民航局預先許可。印務局（页面存档备份，存于）

## 10月24日
- 面對通脹過三，社工局計劃再向弱勢社群發放特別援助金。市民日報[]
- 有皇朝區市民遞信，要求政府按原訂走線盡快落實輕軌工程。新聞局（页面存档备份，存于）
- 金沙中國在拉斯維加斯被前執行長起訴，指控集團主席謝爾登·阿德爾森提出非法的要求，包括向澳門有關當局「使用不恰當的影響力」。法國國際廣播電台（页面存档备份，存于）

## 10月23日
- 調查顯示，澳門公眾信心指數第三季穩步上揚，但對媒體有信心的只有53%。華僑報（页面存档备份，存于）

## 10月22日
- 行政長官崔世安出席由教育暨青年局舉辦的「澳門青年關心社會」座談會，聽取青年對本澳適度多元發展及各方面的問題及意見。新聞局（页面存档备份，存于）
- 中級法院駁回一宗僭建非法天台屋之人士上訴。華僑報（页面存档备份，存于）
- 《出版法》和《視聽廣播法》修訂方向文獻研究報告完成。正報
- 澳門社會企業有限公司表示，過去一年轉介了一千三百人次就業。澳門日報

## 10月21日
- 上月綜合消費物價指數按年上升3.83%，主要由食物及非酒精飲品、雜項商品及服務和衣履所帶動。新聞局（页面存档备份，存于）
- 第十五屆MIF開幕。新聞局（页面存档备份，存于）

## 10月20日
- 十數名網民到澳廣視獻花，抗議新聞部總監和總編輯對前線記者的處理手法。澳門電台（页面存档备份，存于）
- 社會工作局局長葉炳權獲委任為社會保障基金行政管理委員會主席，接替馮炳權。印務局（页面存档备份，存于）
- 珠澳合作專責小組在本澳舉行第二次會議，同意增設環保合作工作小組。雙方亦同意小組會以治理鴨涌河作為試點。新聞局（页面存档备份，存于）

## 10月19日
- 兩名女子被遊說投資舉辦演唱會，而被騙去四千萬，向司警報案。正報
- 立法議員吳國昌、區錦新、陳偉智約見行政長官崔世安，就房屋問題、政制改革及澳廣視架構改革等發表意見。市民日報[]
- 受颱風鮎魚影響，氣象局於晚上七時懸掛一號戒備訊號。華僑報（页面存档备份，存于）

## 10月18日
- 香港漁護署證實昨天在路環檢獲的部份懷疑象牙是河馬牙。明報即時新聞（页面存档备份，存于）
- 立法議員吳國昌、區錦新、陳偉智動議祝賀劉曉波獲諾貝爾和平獎，在24票反對、1票棄權下被否決。正報
- 經濟財政司司長譚伯源表示，不會在短期內大由調高社會保障供款金額。新華澳報
- 審計長何永安對去年政府預算執行情況作「無保留」的意見。華僑報（页面存档备份，存于）
- 保安司司長辦公室主任黃傳發就早前在接受訪問期間「推咪」舉動，向相關記者道歉。市民日報[]
- 立法議員區錦新致函行政長官，要求徹查路氹城一個大型地盤有否發生涉及黑工的打鬥及發現屍體。司警和治安警均否認說法。澳門電台（页面存档备份，存于）

## 10月17日
- 海關在路環威斯汀酒店對開石灘撿獲重一噸半、價值約一千萬元的象牙及其工藝製品。正報
- 民署管委會主席譚偉文表示，興建連接二龍喉公園和東望洋山之間升降機的工程最快可在明年下半年動工。華僑報（页面存档备份，存于）
- 一名男子涉嫌在祐漢新村斬傷另一名男子被捕，傷者送院情況嚴重。市民日報[]

## 10月16日
- 非凡航空主席顏延齡指，新的航空公司將於年底營運，經營商務包機。他又斥責政府「膽敢消取非凡」。市民日報[]
- 松山纜車早上八時許曾經懷疑出現機械故障，有六名乘客被困。澳門日報
- 行政長官崔世安指社保供款金額無需與新社保制度同步實施。華僑報（页面存档备份，存于）

## 10月15日
- 澳廣視記者陳麗靜就中文台新聞總監譚啟鴻星期三發出的聲明召開記者會，指聲明中的指控不實。澳門傳媒工作者協會表示會密切關注事件。正報
- 衛生局檢驗四個不同批次及味道的營多撈麵樣本，全部在羥基苯甲酸甲酯和苯甲酸方面符合國家標準。新聞局（页面存档备份，存于）

## 10月14日
- 運輸工務司司長劉任堯表示，政府正從多方面著手研究增加適合澳門人購買力的私人樓宇，並盡快推出市場。新聞局（页面存档备份，存于）
- 勞工局局長孫家雄表示，期望通過完善本澳的三方對話機制，繼續發揮社會協調的作用。 市民日報[]
- 中級法院裁定，去年立法會選舉一個同鄉會領導層指示他人穿著同一款式及顏色Ｔ恤，並不構成違法宣傳，維持初級法院判決。中級法院

## 10月13日
- 行政長官崔世安主持上海世博「澳門周」開幕儀式。新聞局（页面存档备份，存于）
- 經濟財政司司長譚伯源表示，正積極研究世博澳門館在澳門的展示方式。新聞局（页面存档备份，存于）
- 特區政府宣佈與兩個研究機構簽署共值三千二百萬元的協議，委託研究新城區規劃草案和方案。新聞局（页面存档备份，存于）
- 知名愛國僑領、全國僑聯顧問、澳門歸僑總會榮譽會長司徒眉生在澳門鏡湖醫院病逝，享年82歲。中新網
- 澳廣視中文台新聞總監譚啟鴻發表聲明，指記者陳麗靜未知會道教法師聯誼會秘書長徐德明將電話錄音內容剪輯成新聞報道並偷錄內部工作會議的對話。正報
- 環保局與青洲坊會就鴨涌河整治交換意見。正報
- 內地經濟學家茅于軾指澳門元與人民幣掛鉤會影響穩定性。澳門日報
- 首次有三部與澳門有關的電影亮相內地金雞百花電影節。澳門電台（页面存档备份，存于）

## 10月12日
- 運輸基建辦公室主任黃鎮東表示，澳門輕軌氹仔段將於明年中首先動工，以期達到示範作用。正報
- 十九家公司競投路氹連貫公路圓形地下層行車通道建造工程。新聞局（页面存档备份，存于）

## 10月11日
- 兩個團體分別向中聯辨遞信，要求釋放劉曉波和捍衛釣魚台列島主權。華僑報（页面存档备份，存于）
- 新聞界人士認為，修改《出版法》和《視聽廣播法》的目的，應該從維護新聞自由的角度出發。正報
- 新濠鋒酒店發生吊船傾例意外，三名外地工人受傷。澳門日報

## 10月10日
- 立法議員吳國昌、區錦新晚上在大三巴前靜坐，慶祝內地異見人士劉曉波獲得諾貝爾和平獎。正報
- 一名休班警員涉嫌酒後取用公車與女性外遊，在西灣大橋入口失控落海。兩人同告受傷。華僑報（页面存档备份，存于）

## 10月9日
- 行政長官崔世安在澳門大學畢業典禮表示，目前在氹仔的校園未來不會作商業用途。華僑報（页面存档备份，存于）
- 鏡湖醫院慈善會舉行儀式，紀念辛亥革命九十九周年。市民日報[]

## 10月8日
- 廖暉卸任國務院港澳辦主任一職，由副外長王光亞接任。新華網（页面存档备份，存于）
- 非凡航空主席顏延齡重申他本人並不是公司向政府貸款的擔保人。華僑報（页面存档备份，存于）
- 澳區全國政協委員馬有禮透露，其父親、前政協副主席馬萬祺已經出院，正在北京休養。正報
- 非高等教育委員會召開首次會議。市民日報[]
- 全國副主席何厚鏵率領澳區全國政協委員代表團訪問山東省。人民網（页面存档备份，存于）

## 10月7日
- 澳廣視報告：
  - 澳廣視策略發展工作小組昨日向行政長官提交報告書，指出澳廣視存在五大問題：定位不清晰、目標不明確、制度不完善、管理不規範和監督不到位。華僑報（页面存档备份，存于）
  - 行政長官崔世安表示，會對報告進行研究並在一個月內進行下一步工作。市民日報[]
- 新澳門學社提出明年施政七點建議，包括發展民主政制和整頓行政法務施政範疇。正報

## 10月6日
- 行政長官崔世安到祐漢、黑沙環視察。市民日報[]
- 審計署就澳廣視進行衡工量值式審計報告。新聞局（页面存档备份，存于）

## 10月5日
- 行政長官崔世安到多家社會服務機構巡視，並表示計劃明年進一步強化長者衛生醫療服務，增設老人專科。華僑報（页面存档备份，存于）
- 非凡航空主席顏延齡表示，正籌辦另一航空公司。華僑報（页面存档备份，存于）

## 10月4日
- 土生葡人作家飛歷奇去世，享年86歲。Macau Business
- 一名被解僱的荷官佯裝上班偷取籌碼，被司警拘捕。正報

## 10月3日
- 台灣「中央廣播電台」台長汪誕平表示，澳門應該增加民選議員數量。正報
- 澳大教授劉丁己表示，政府可以運用市場行銷的方式推銷政策。市民日報[]

## 10月2日
- 國慶黃金周第二日，出入境人數達33萬人次。市民日報[]

## 10月1日
- 特區政府舉行升旗禮和酒會，慶祝國慶六十一周年。澳門電台（页面存档备份，存于）澳門電台（页面存档备份，存于）
- 就有內地旅客在日本遇襲事件，旅遊危機處理辨公室主任、社會文化司司長張裕表示，危機辦現正跟進事件，其中會直接向外交部了解。新聞局（页面存档备份，存于）
- 博彩企業員工協會總幹事談寶容促請勞工局徹查博企資方故意將例假與強制性假期重疊。澳門電台（页面存档备份，存于）
- 行政法務司司長陳麗敏表示，澳門政制改革未有共識。澳門電台（页面存档备份，存于）
- 四個團體分別發起遊行，它們都按照警方路線前進。澳門電台（页面存档备份，存于）
- 香港「關注綜援檢討聯盟」社工楊佩艮早上與家人往澳門旅遊時，被指違反《內部保安綱要法》被拒入境。明報即時新聞（页面存档备份，存于）